# Xã Cogan House, Quận Lycoming, Pennsylvania
Xã Cogan House (tiếng Anh: Cogan House Township) là một xã thuộc quận Lycoming, tiểu bang Pennsylvania, Hoa Kỳ. Năm 2010, dân số của xã này là 955 người.